# Melissa Panarello
Melissa Panarello (3 de diciembre de 1985, Acicastello) es una escritora italiana, conocida a raíz de la publicación de la novela autobiográfica Los cien golpes (2003).

## Biografía
La novela se centra en la vida sexual extrema durante la adolescencia de la propia Melissa. Fue distribuida en 40 países, se tradujo a más de 30 idiomas e incluso se rodó una película que, según ella, no es del todo fiel a la novela. La joven, que tenía 17 años, escandalizó a buena parte de la tradicional sociedad italiana al escribir libremente sobre temas como el orgasmo, la  penetración y el esperma de una manera directa y factual. 
Actualmente vive en Roma, donde escribió su segunda novela El olor de tu aliento (2005). En abril de 2006 publicó En nombre del amor, presentado como una carta abierta al cardenal Camillo Ruini, en la que acusa a la Iglesia católica de interferir en la escena política italiana y defiende la laicidad de su país.
Aparte ha escrito otros libros: Vertigine, In Italia si chiama amore , Tres. y en 2024 publica "Storia dei miei soldi".

## Filmografía
- Melissa P. (2006).